# Torreón
Torreón je město ve státě Coahuila v Mexiku. V roce 2010 zde žilo 608 836 obyvatel, což tvořilo 95 % obyvatel stejnojmenné obce. Obec, spolu s dalšími 14 obcemi, je součástí metropolitní oblasti Comarca Lagunera, která v roce 2010 měla 1 215 993 obyvatel. Město zasahuje i do státu Durango.
Torreón leží na břehu řeky Nazas a má polopouštní podnebí s horkými léty a chladnými zimami. Roku 1566 zde Pedro Espinareda založil misii, která dostala název Torreón podle vysoké strážní věže. Místo se stalo železničním uzlem a centrem dobytkářství a pěstování bavlníku. Roku 1907 byl Torreón povýšen na město. O strategicky položené sídlo se vedly za mexické revoluce těžké boje. V květnu roku 1911 se odehrál torreónský masakr, při němž vojáci Francisca Madera zabili 303 čínských přistěhovalců.
Ekonomice dominuje textilní, chemický a kovozpracující průmysl, v Torreónu mají pobočky firmy Deere & Company a Johnson Controls. V okolí se těží olovo, stříbro a zinek. Grupo Lala je největším mexickým producentem mléčných výrobků. Nachází se zde mezinárodní letiště, které nese jméno pilota Francisca Sarabii. V budově bývalého kasina se nachází historické a umělecké muzeum Arocena. K rekreaci slouží lesopark Bosque Venustiano Carranza, založený roku 1941. V září se v Torreónu konají oslavy sklizně bavlny a hroznů (Feria del Algodón y La Uva). Nad městem se tyčí monument Cristo de las Noas, odhalený roku 2000, který je s výškou 21,8 m nejvyšší sochou Ježíše Krista v Mexiku.
Zdejší fotbalový klub Santos Laguna se stal šestkrát mistrem Mexika.